# Gare de Meaux
La gare de Meaux est une gare ferroviaire française de la ligne de Paris-Est à Strasbourg-Ville, située sur le territoire de la commune de Meaux, dans le département de Seine-et-Marne, en région Île-de-France. Elle est proche du centre-ville, entre le canal de l'Ourcq et les berges de la Marne.
Mise en service le 5 juillet 1849 par la Compagnie du chemin de fer de Paris à Strasbourg, elle intègre ensuite le réseau de la compagnie des chemins de fer de l'Est.
C'est une gare de la Société nationale des chemins de fer français (SNCF), desservie par des trains du réseau Transilien Paris-Est (ligne P).

## Situation ferroviaire
Établie à 52 mètres d'altitude, la gare de Meaux est établie au point kilométrique (PK) 44,135 de la ligne de Paris-Est à Strasbourg-Ville, entre les gares d'Esbly et de Trilport.

## Histoire
Le choix d'un tracé de la ligne de Paris à Strasbourg passant par Meaux est décidé le 23 juillet 1844. Un premier train tracté par la locomotive no 55 « Ville de Meaux » circule le 1er juillet pour vérifier la ligne mais l'ouverture au service de la gare de Meaux par la Compagnie du chemin de fer de Paris à Strasbourg, a lieu le 5 juillet 1849 lors de la mise en service commerciale de la section de ligne allant de la gare de Paris-Est à la gare de Meaux. Comme les autres gares de la ligne, elle est construite par l'État suivant les termes de la concession. Pour accélérer les travaux et faire quelques économies, le bâtiment voyageurs est une construction provisoire en bois. La voie ferrée arrive par la rive droite de la Marne, rejoint la place Lafayette, aux abords de laquelle est établie la gare, puis prend le « cours Pinteville » avant de faire une grande courbe dans le « faubourg Saint-Faron » pour ensuite se diriger vers l'est et Trilport.

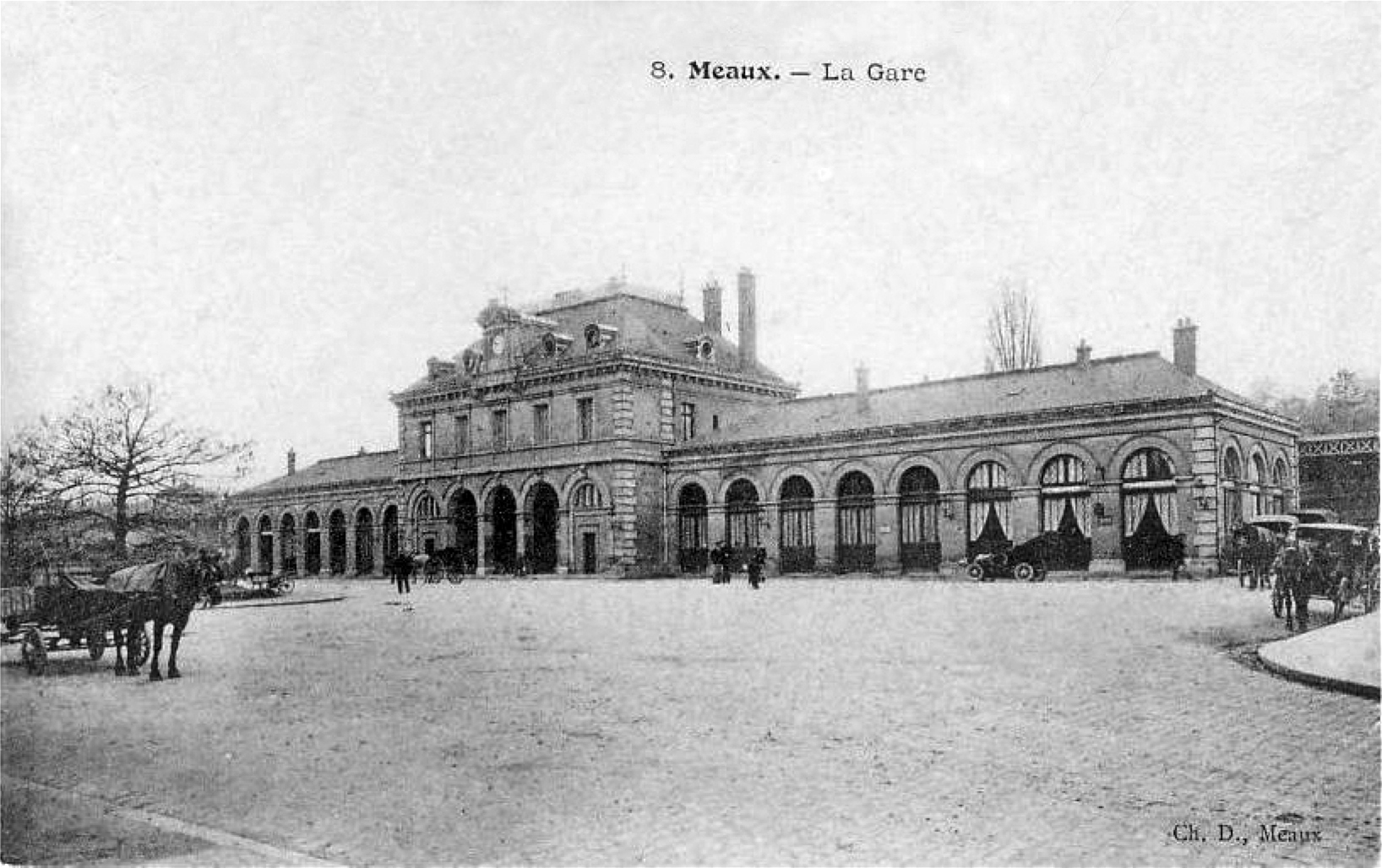
Le bâtiment voyageurs de 1890 et l'extérieur de la gare, vers 1900.

La section de Meaux à Épernay est mise en service le 21 août 1849. L'inauguration prévue initialement avant cette ouverture est finalement repoussée au 2 septembre 1849. Cette inauguration officielle a lieu en grande pompe en présence du premier président de la République française, Louis-Napoléon Bonaparte, qui embarque à 8 h 30 dans le train inaugural qui l'attendait en gare de Paris-Est. Si toutes les gares sont pavoisées et regroupent un nombreux public sur les quais, seuls quelques arrêts sont prévus avant Épernay, notamment en gare de Meaux. À l'arrivée du train présidentiel, la foule est nombreuse et l'on note la présence des autorités locales notamment M. Paulze d'Ivoy, sous-préfet, et le maire de la ville M. Damoreau. Une salve de 21 coups de canons est tirée par la garde nationale alors que le cortège quitte la gare pour la cathédrale Saint-Étienne, le parcours étant encadré par des militaires qui rendent les honneurs. Le prince président est accueilli sous le porche par Monseigneur Auguste Allou, évêque de Meaux. Après la messe, le cortège retourne en gare alors qu'est tirée une seconde salve de 21 coups par l'artillerie. Le monumental bâtiment voyageurs, qui remplace la gare en bois d'origine, est inauguré le 28 novembre 1890.
Il s'agit d'un bâtiment symétrique de style néo-classique constitué d'un corps central à toiture mansardée (au milieu de laquelle se trouve l’horloge de la gare) dont les cinq travées du deuxième étage surplombent cinq arcades parmi lesquelles deux sont aveugles. De part et d'autre de ce corps central se trouvent deux ailes basses, à toiture à deux croupes, munies de huit travées à arc en plein cintre qui répondent aux arcades du corps central.
Entre fin 1910 et 1938, la gare a également été desservie par le Tramway de Meaux à Dammartin à voie métrique, qui utilisait la dénomination Meaux-Est en référence à la Compagnie des chemins de fer de l'Est avec laquelle elle établissait la correspondance. Les trains de voyageurs s'arrêtaient sur la place de la gare, alors que les trains de marchandises disposaient de deux gares distinctes : Meaux-Local pour le trafic local de la ligne, et Meaux-Transit pour le transbordement vers les wagons à voie normale. Jusqu'en début de l'année 1958, la section Meaux-Local - Saint-Soupplets a fonctionné comme embranchement de la Sucrerie centrale de Meaux-Villenoy (SIAMNA).

La gare avant rénovation
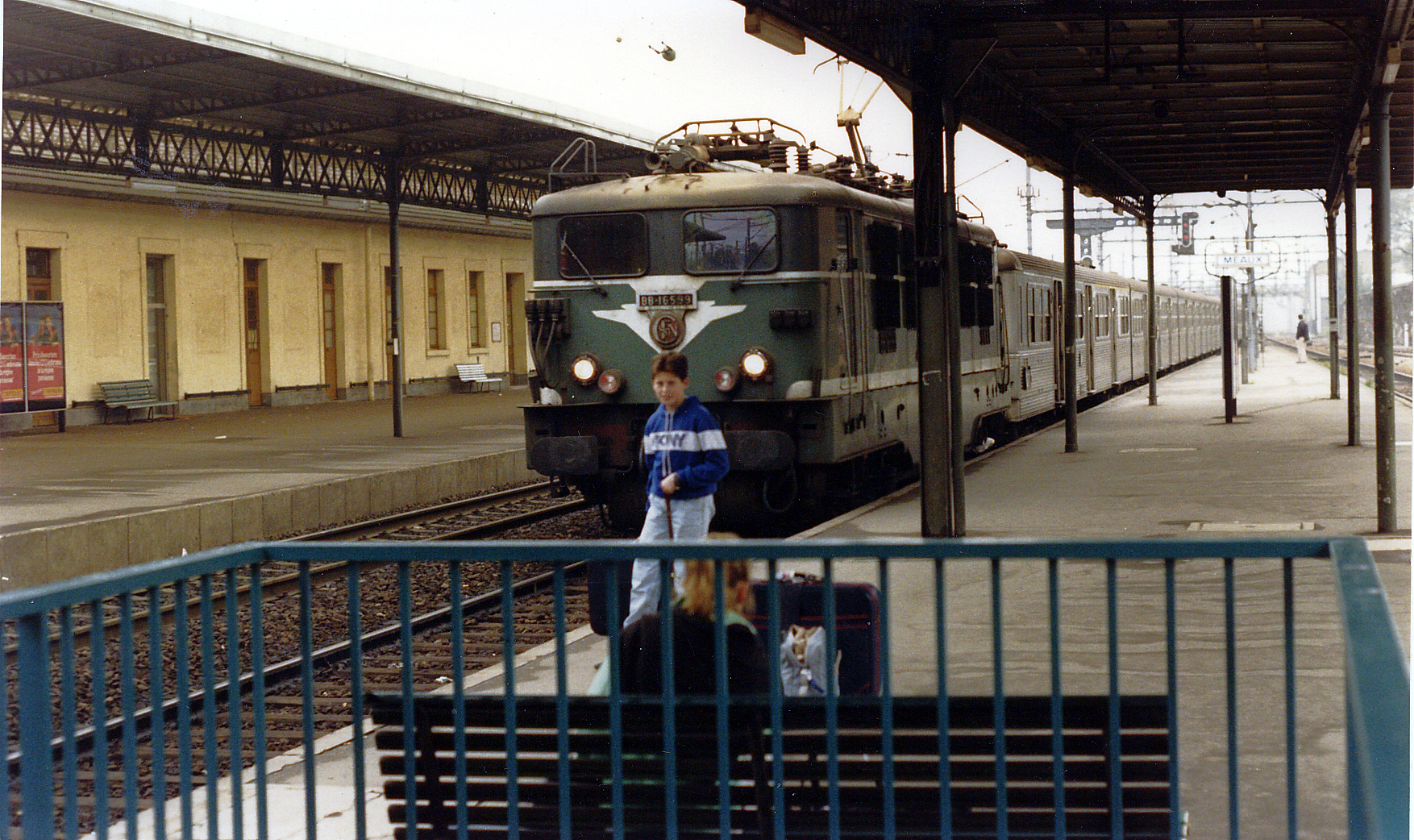
En 1987.
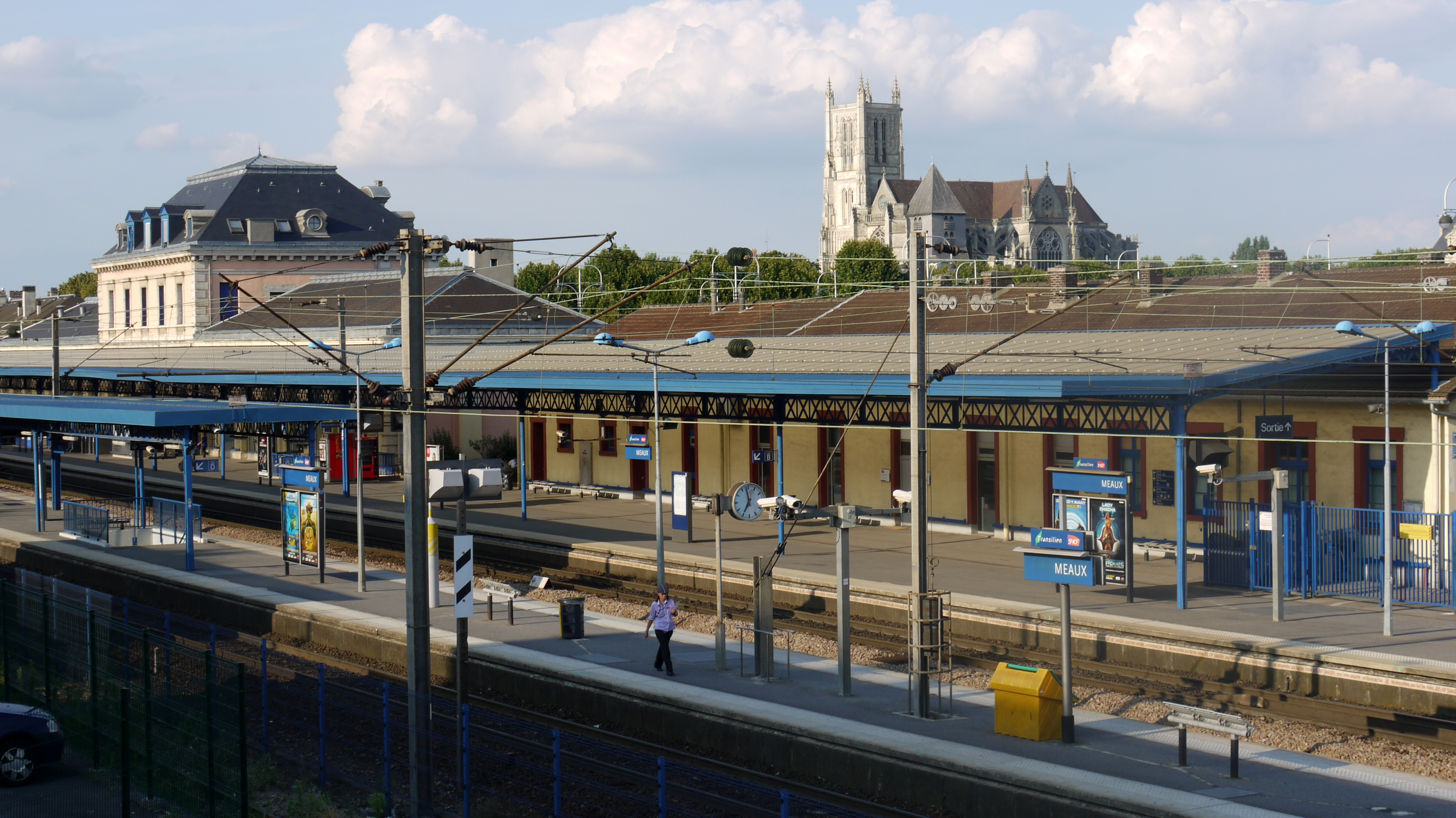
En 2010.
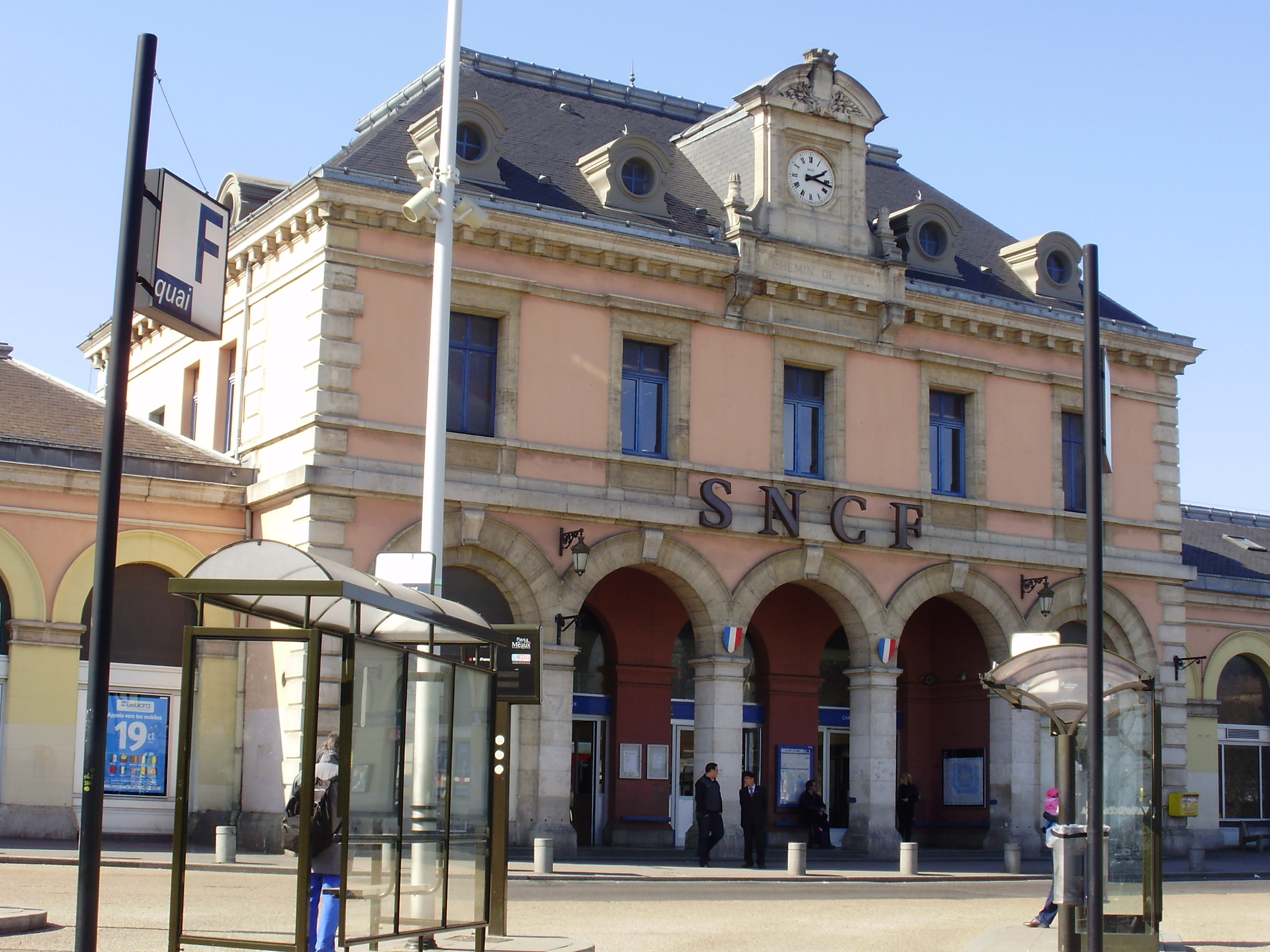
En 2011.

Le bâtiment voyageurs de la gare de Meaux fait l'objet d'une rénovation en 2011 : la façade, le hall, la toiture, ainsi que les accès sont remis à neuf tout en conservant l'architecture existante. Cette rénovation s'accompagne d'une modernisation avec la mise en place de 37 écrans d'informations. Les travaux sont estimés à un total d'environ 1,7 M€, pris en charge par différents acteurs (28 % par la Région, 36 % par la SNCF, 36 % par le STIF). Jean-François Copé, député-maire de Meaux, a participé à l'inauguration de la gare rénovée, le 9 mars 2012.
Depuis 2013, le Francilien dessert la branche de Meaux de la ligne P, visant à remplacer les anciennes rames inox de banlieue (RIB). En août 2020, les ultimes rames RIB de la ligne P (poussées et tirées par des locomotives BB67400) desservaient pour la dernière fois la gare de Meaux, en direction de la gare de la Ferté-Milon (branche non électrifiée après la gare de Trilport).

## Fréquentation
De 2015 à 2023, selon les estimations de la SNCF, la fréquentation annuelle de la gare s'élève aux nombres indiqués dans le tableau ci-dessous.
| Année     | 2015      | 2016      | 2017      | 2018      | 2019      | 2020    | 2021      | 2022      | 2023      |
| --------- | --------- | --------- | --------- | --------- | --------- | ------- | --------- | --------- | --------- |
| Voyageurs | 8 321 142 | 8 698 195 | 9 061 287 | 9 260 830 | 9 490 751 | 649 234 | 8 227 614 | 7 838 001 | 9 412 908 |

## Service des voyageurs

### Accueil

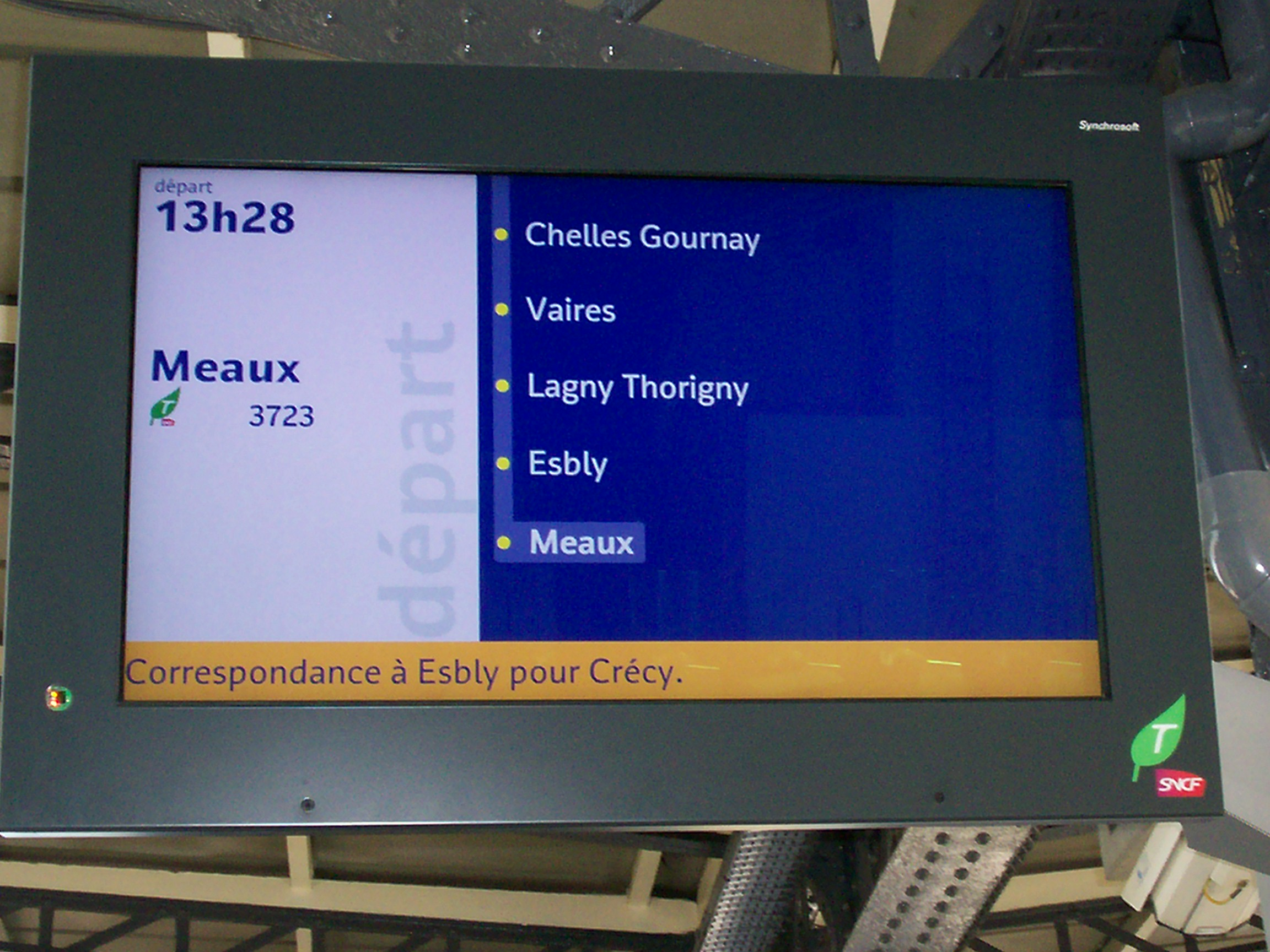
Un affichage « Infogare » similaire est disponible en gare de Meaux.

Gare SNCF du réseau Transilien, elle offre divers services avec, notamment, une présence commerciale quotidienne, le guichet de vente de billets grandes lignes étant fermé les dimanches et fêtes, et des aménagements et services pour les personnes à mobilité réduite. Elle est équipée d'automates pour la vente des titres de transport (Transilien, Navigo et Grandes lignes) ainsi que d'un « système d'information sur les circulations des trains en temps réel ».
Une boutique de presse et un commerce sont installés en gare.

### Accessibilité
L'accès aux quais s'effectue par des portillons, disposés autour du bâtiment voyageurs et dans le passage souterrain principal. Le souterrain permet aussi de changer de quai. Les entrées se situent respectivement en face de la gare routière et sur la rue de la Chaussée de Paris. Ce passage permet de traverser les emprises ferroviaires afin de se rendre vers Villenoy ou d'accéder aux bus, sans devoir contourner la gare par la voie publique.
Un autre souterrain permet seulement le changement de quai.

### Desserte

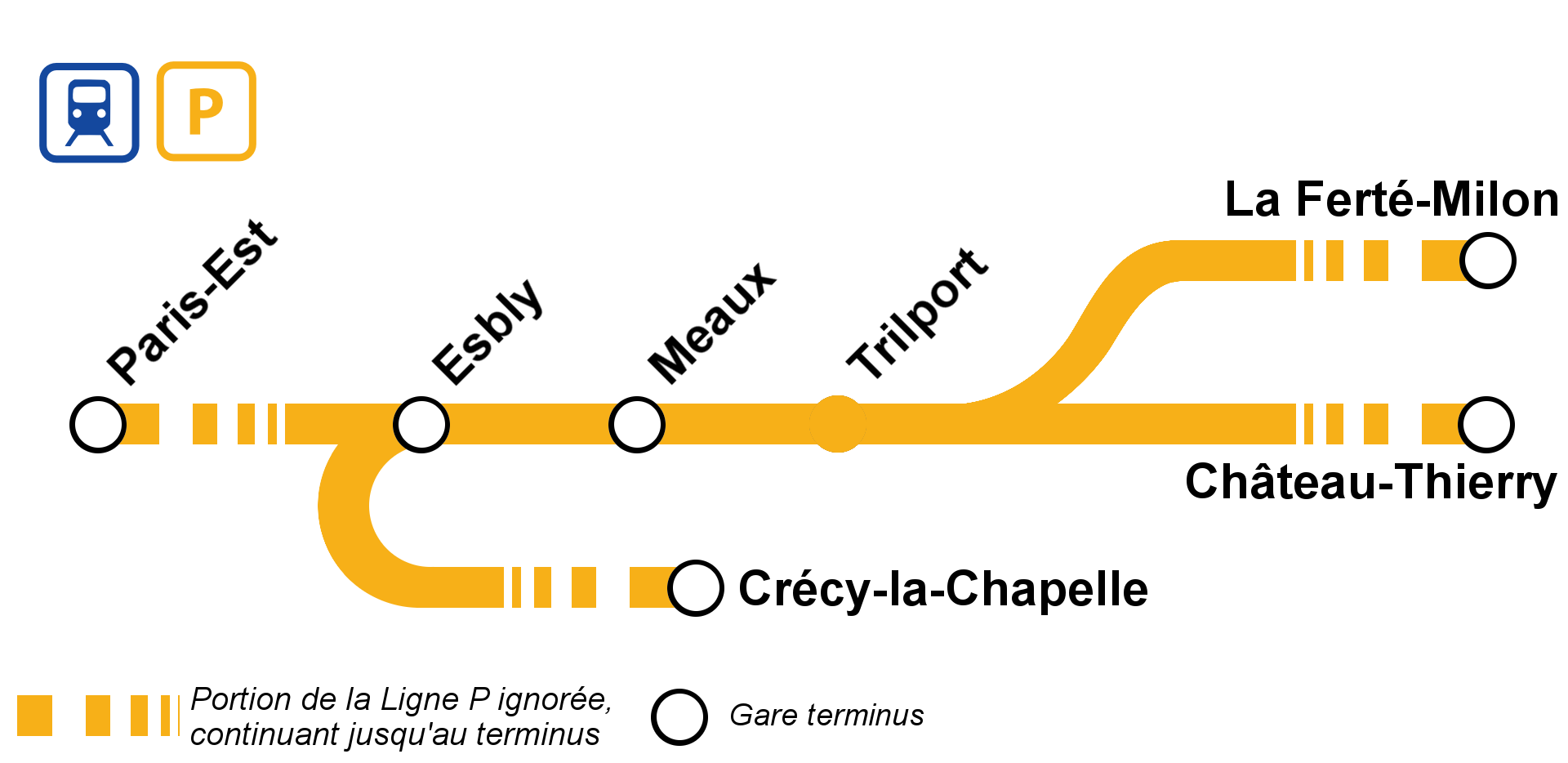
Situation de la gare de Meaux sur la ligne P.

La gare de Meaux est desservie par les trains de trois axes :
- Paris-Est – Meaux : trains directs de Paris-Est à Chelles, puis omnibus jusqu'à Meaux ;
- Paris-Est – Château-Thierry : trains directs de Paris-Est à Meaux, puis omnibus jusqu'à Château-Thierry ;
- Paris-Est / Meaux – La Ferté-Milon : certains trains sont directs de Paris-Est à Meaux, puis omnibus jusqu'à La Ferté-Milon ; d'autres sont seulement omnibus de Meaux jusqu'à La Ferté-Milon (en correspondance avec les trains de l'axe de Château-Thierry).

Ces trois axes font partie de la branche nord de la ligne P du Transilien (réseau de Paris-Est). La fréquence de desserte est de deux à quatre trains par heure pour les missions omnibus Paris-Est – Meaux ; d'un à trois trains par heure sur l'axe Paris-Est – Château-Thierry et d'un à deux trains par heure sur l'axe Paris-Est – Meaux – La Ferté-Milon.

### Intermodalité
La gare de Meaux représente un pôle important de correspondances, avec la proximité de la gare routière, en face du bâtiment voyageurs de la gare. Plusieurs réseaux de transports desservent le Pays de Meaux ainsi que les alentours, allant jusqu'à desservir des départements limitrophes pour certaines lignes.
Les bus sont stationnés pour la montée des voyageurs le long de quais, numérotés de A à R, tandis que la descente est devant le bâtiment voyageurs pour un accès direct au train.
La gare est desservie par les lignes A, B, C, D, E, F, G, H, I, K, N, Es, Fs, Ks, Ns, R, S, 02, 4, 10, 18, 19, 20, 21, 22, 69, 777, Soirée Meaux Nord et Soirée Meaux Sud du réseau de bus Meaux et Ourcq, par les lignes 03A, 03B, 12, 18 et 56 du réseau de bus Brie et 2 Morin, par les lignes 2104, 2111, 2128 et 2129 du réseau de bus Roissy Est, par le service de transport à la demande « TàD Pays de Meaux » et, la nuit, par la ligne N141 du réseau Noctilien.
La gare dispose aussi d'un parc à vélos, et des parkings sont aménagés dans ses abords.

En gare de Meaux
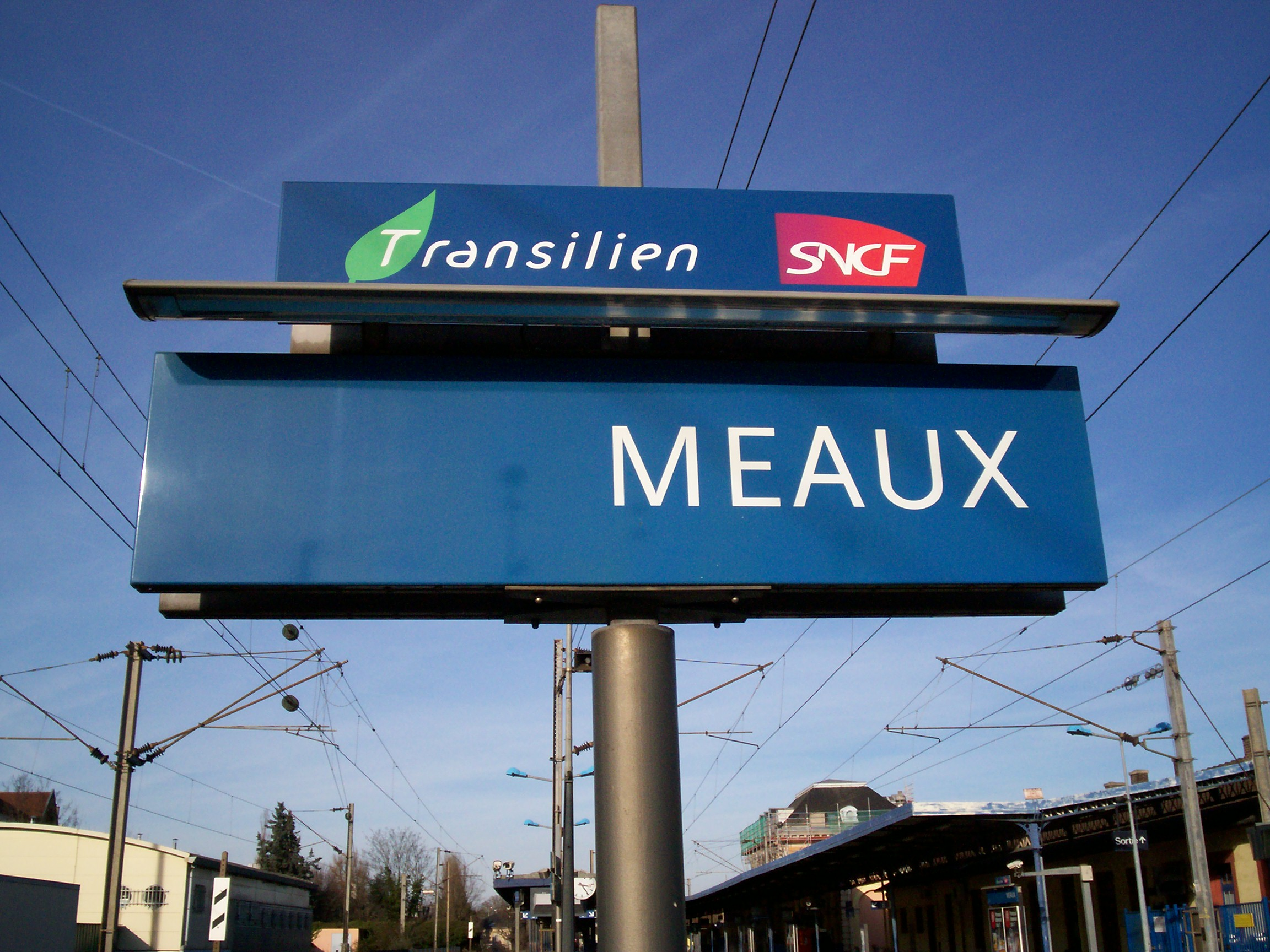
Signalétique de la gare.
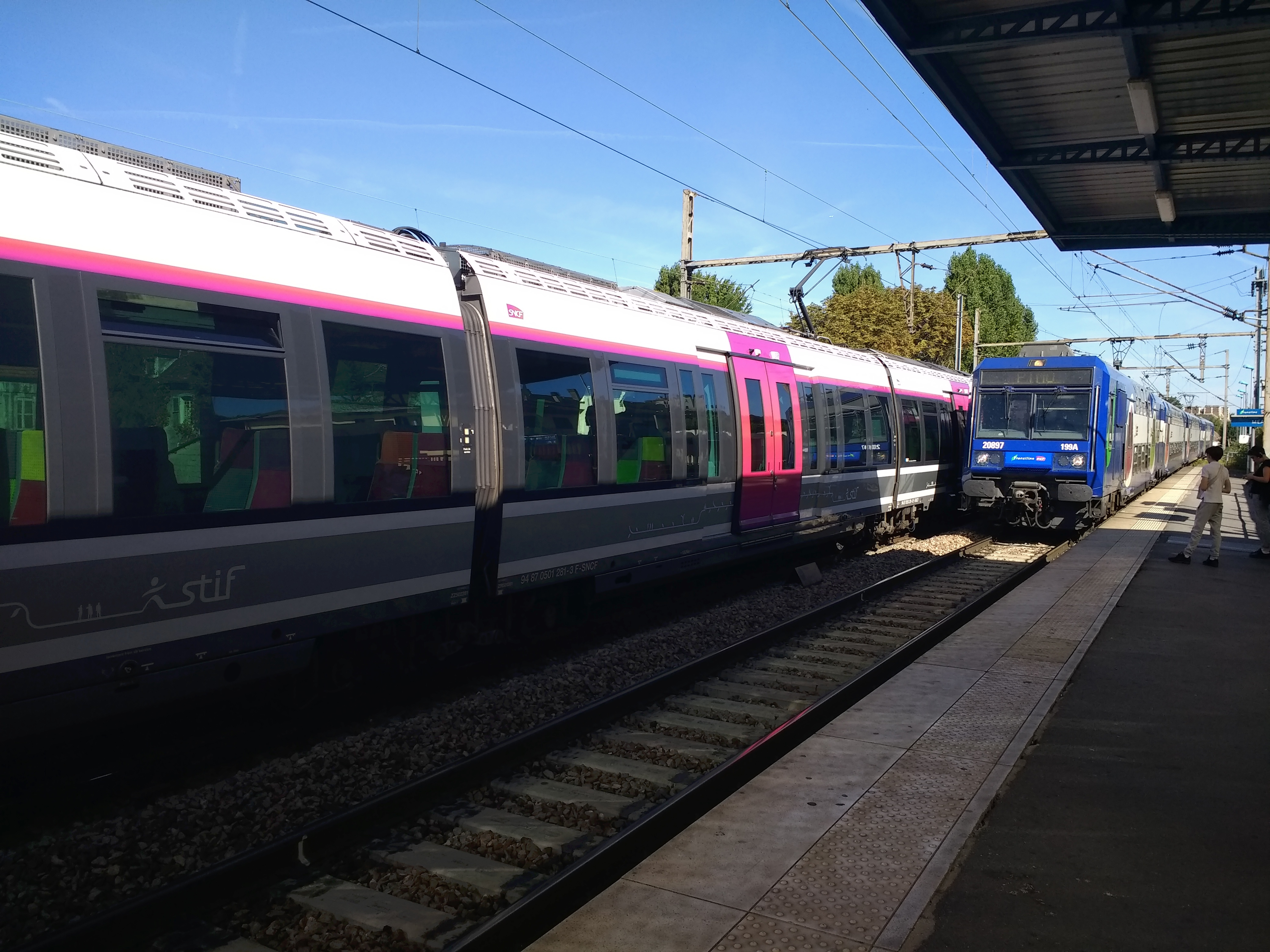
Trains en gare, allant à Paris-Est : une rame Z 20500 rénovée et une rame Z 50000 assurant un omnibus.
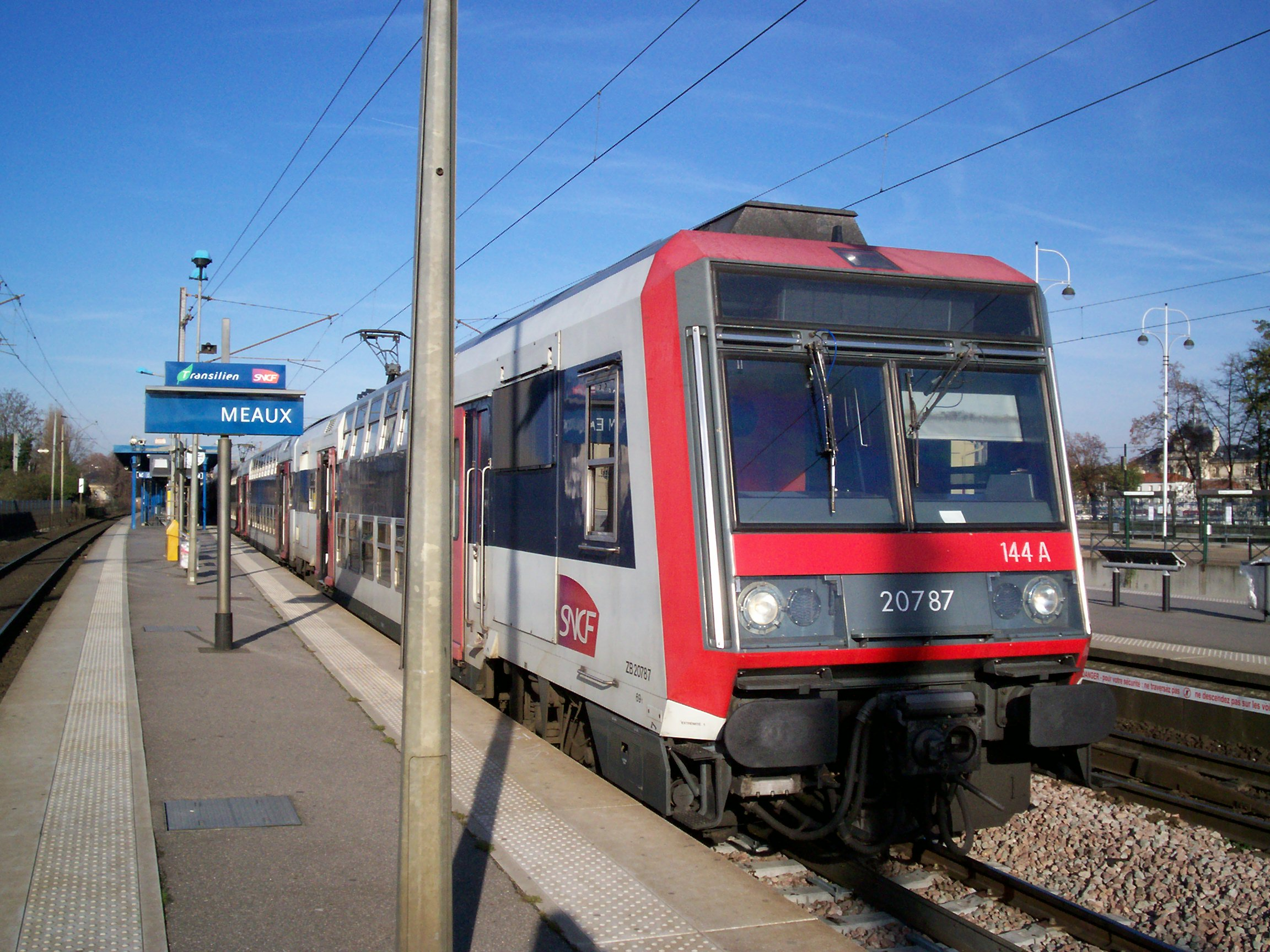
Rame Z 20500, prête à assurer une mission omnibus PERI (actuellement PICI) de Meaux à Paris.
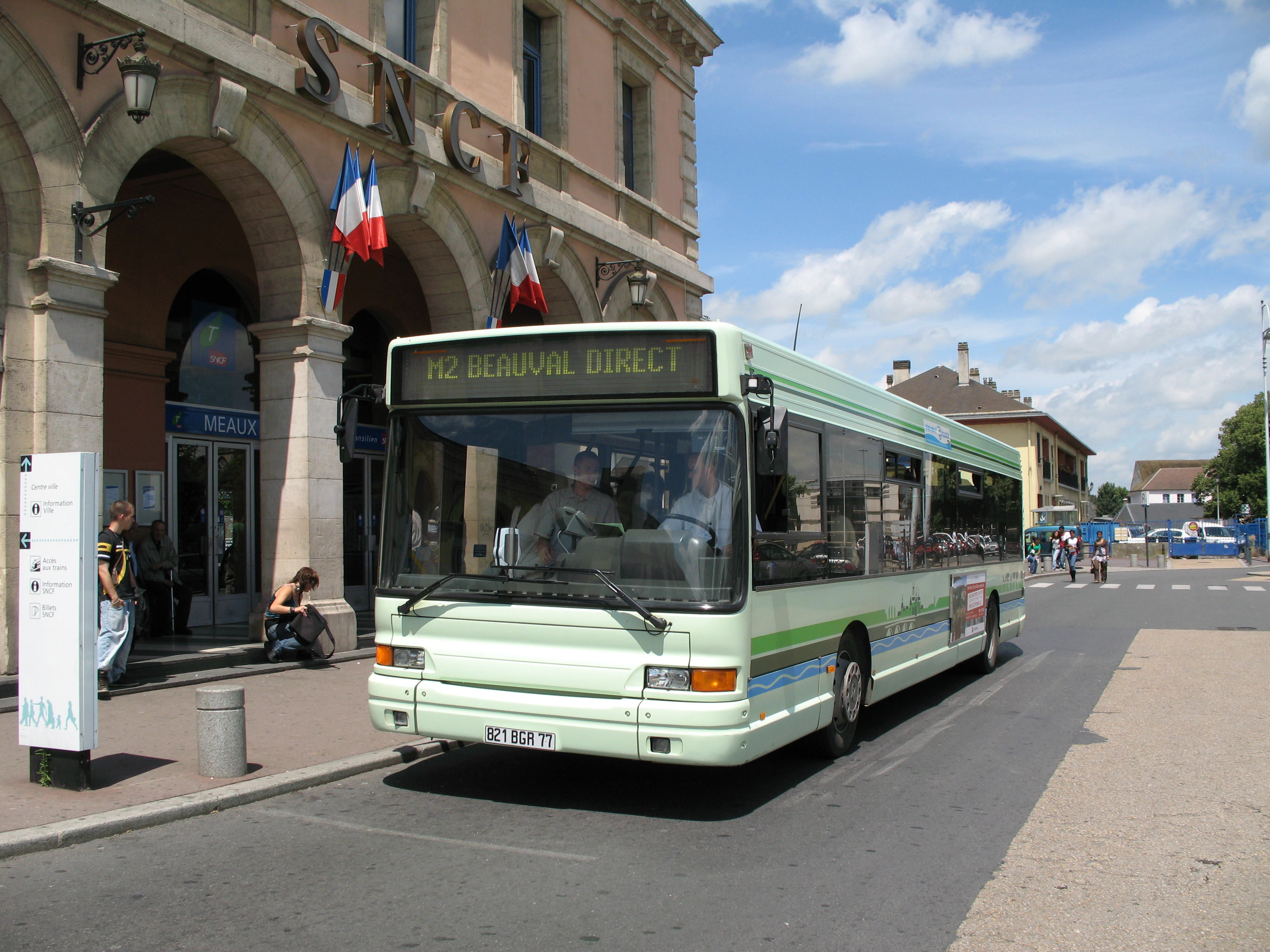
Un bus de l'ancien opérateur Transdev Marne et Morin, stationné devant la gare.

## Projets
À terme, il est prévu que la gare de Meaux devienne le terminus de la ligne E du RER en remplacement de l'actuelle liaison Paris – Meaux via Chelles. Cela permettra à la ville de Meaux de disposer d'un accès aisé à Paris, au cœur des pôles de correspondances de Magenta et d'Haussmann - Saint-Lazare. Le prolongement jusqu'à Meaux de la branche E2 de la ligne E, ayant actuellement son terminus en gare de Chelles - Gournay, est cependant tributaire de l'extension de la même ligne à l'ouest vers La Défense, en raison de la saturation du terminus provisoire d'Haussmann - Saint-Lazare. Compte tenu du calendrier prévisionnel du prolongement ouest, cette opération ne pourra pas intervenir avant 2024.
La gare de Meaux pourrait à l'avenir accueillir un transport collectif en site propre (TCSP) qui relierait la ville nouvelle de Marne-la-Vallée (probablement Val d'Europe) à Meaux. Ce projet, proposé par le SDRIF, verrait ce TCSP remplacer l'éventuel prolongement du RER A au-delà de Marne-la-Vallée - Chessy, compte tenu de sa saturation. Ce TCSP permettrait d'établir de meilleures relations entre la ville nouvelle de Marne-la-Vallée et la ville de Meaux. En revanche, l'éventuel prolongement de la ligne A du RER jusqu'à Esbly est demandée par la ville de Meaux et la ville nouvelle de Marne-la-Vallée, afin de créer une nouvelle interconnexion entre les lignes A et E.

## À la télévision
La gare est utilisée en 1996 par le tournage d'une scène de l'épisode Marie Gare de la série policière Quai no 1. On y voit le hall et le quai attenant au bâtiment voyageurs, où le commissaire Marie Saint-Georges (Sophie Duez) dételle la dernière voiture d'un train Corail juste avant le départ, où se trouve un voleur (alors seul passager) à appréhender.
Dans le film réalisé par Jean-François Richet, Ma 6-T va crack-er, sorti en 1997, une courte scène est tournée à la gare de Meaux. De jeunes caïds, habitant dans une cité de la ville, en revenant de Paris, quittent le train et sortent par des couloirs souterrains pour rentrer chez eux lorsqu'ils se font interpeller par la police ; certains parviennent à fuir en courant, d'autres non.